# Irene Morra

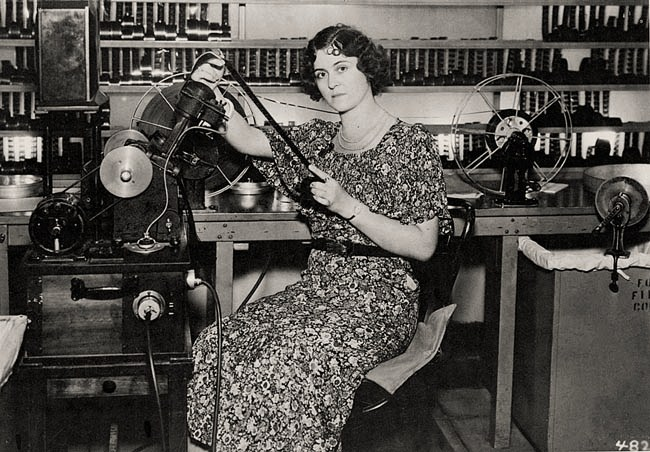
Irene Morra 1934

Irene Morra (* 31. Juli 1893 in New York City; † 25. November 1978 in Los Angeles, Kalifornien) war eine US-amerikanische Filmeditorin. Sie begann ihre Laufbahn im Bereich Filmschnitt in den 1920er Jahren. Sie war bis einschließlich 1958 an mehr als 70 Filmproduktionen beteiligt. Sehr häufig arbeitete sie mit dem Regisseur David Butler zusammen.

## Filmografie (Auswahl)
- 1922: Oliver Twist
- 1923: Der kleine Bettelmusikant (Daddy)
- 1924: Der Boy aus Flandern (A Boy of Flanders)
- 1928: News Parade
- 1928: Win That Girl
- 1928: Prep and Pep
- 1929: Sunny Side Up
- 1930: Just Imagine
- 1933: Die Schule der Liebe (My Weakness)
- 1934: Alles Schwindel! (Bottoms Up)
- 1935: Der kleinste Rebell (The Littlest Rebel)
- 1936: Pigskin Parade
- 1936: Shirley Ahoi! (Captain January)
- 1937: Ali Baba geht in die Stadt (Ali Baba Goes to Town)
- 1937: Mr. Moto und der China-Schatz (Thank You, Mr. Moto)
- 1938: Die goldene Peitsche (Kentucky)
- 1940: You’ll Find Out
- 1942: The Mayor of 44th Street
- 1942: Der Weg nach Marokko (Road to Morocco)
- 1943: Thank Your Lucky Stars
- 1945: Ein Mann der Tat (San Antonio)
- 1946: Der Himmel voller Geigen (The Time, the Place and the Girl)
- 1947: My Wild Irish Rose
- 1949: Ein tolles Gefühl (It’s a Great Feeling)
- 1949: Stern vom Broadway (Look for the Silver Lining)
- 1950: The Daughter of Rosie O’Grady
- 1950: Bezaubernde Frau (Tea for Two)
- 1951: Painting the Clouds with Sunshine
- 1951: Das Wiegenlied vom Broadway (Lullaby of Broadway)
- 1952: April in Paris
- 1953: Schwere Colts in zarter Hand (Calamity Jane)
- 1953: Heiratet Marjorie? (By the Light of the Silvery Moon)
- 1954: Die siebente Nacht (The Command)
- 1954: Der Talisman (King Richard and the Crusaders)
- 1955: Die Hölle von Dien Bien Phu (Jump into Hell)
- 1956: Playboy – Marsch, marsch! (The Girl He Left Behind)
- 1956: Glory